# باشگاه فوتبال زسکا پامیر
زسکا پامیر دوشنبه (تاجیکی: Дастаи Футболи Помир) یک باشگاه فوتبال در شهر دوشنبه تاجیکستان است. این باشگاه در لیگ عالی تاجیکستان بازی می‌کند. این باشگاه در سال ۱۹۵۰ تأسیس شده‌است. علی عاقبتی هافبک بازیساز سابق تیم بادران گستر تهران در سال ۱۳۹۶ راهی این تیم تاجیک شد.